# پراگیان (ماه‌نورد)
پراگیان (سانسکریت: प्रज्ञान، آوانگاری: prajñāna، ت. «wisdom») (در لغت به معنی خِرد و حکمت، سطح‌نورد چاندرایان-۲ بود و سطح‌نورد چاندرایان-۳ است. این پروژه شامل دو مأموریت ماه توسط سازمان تحقیقات فضایی هند (ISRO) در حال توسعه و اجرا بوده‌است. چاندرایان-۲ در ۲۲ ژوئیه ۲۰۱۹ پرتاب شد. پراگیان همراه با سطح‌نشین آن، ویکرام، زمانی که در ۶ سپتامبر ۲۰۱۹ بر روی ماه فرود آمد، نابود شد و فرصت استقرار در ماه را پیدا نکرد. پرتاب چاندرایان-۳ در ۱۴ ژوئیه ۲۰۲۳ در ساعت ۲:۳۵ بعد از ظهر IST انجام شد، و طبق انتظار در ۲۳ اوت ۲۰۲۳ در ماه فرود آمد.